# Coulis
Il coulis è un tipo di salsa utilizzata per guarnire diversi dolci e pietanze a base di carne e verdura o zuppe. Solitamente lo si ottiene facendo frullare della frutta o della verdura che viene filtrata, oppure facendo cuocere tali ingredienti per un breve periodo. Quando il coulis è a base di crostacei prende il nome di fumetto.